# Ранцо
Ра̀нцо (на италиански: Ranzo; на лигурски: Ranso, Рансо) е село и община в Северна Италия, провинция Империя, регион Лигурия. Разположено е на 124 m надморска височина. Населението на общината е 545 души (към 2011 г.).